# Agnieszka Hyży
Agnieszka Ewa Hyży, z domu Popielewicz, primo voto Wit (ur. 19 marca 1985 w Mysłowicach) – polska dziennikarka i prezenterka telewizyjna.

## Rodzina i edukacja
Urodziła się w Mysłowicach w 1985, jest jedynym dzieckiem Tomasza i Hanny Popielewiczów. Wychowała się w Katowicach, gdzie uczęszczała do liceum, a następnie rozpoczęła studia. Wyższe wykształcenie zdobyła na Uniwersytecie Warszawskim, zdobywając dyplom z socjologii.

## Kariera medialna
Karierę w mediach zaczęła w 2002 od zwycięstwa w konkursie piękności Matka i córka zorganizowanym przez firmę Oriflame. Dzięki wygranej w konkursie była ambasadorką tej marki przez kolejny rok, a także odbyła z matką podróż do Egiptu fundowaną przez telewizję TVN, która wyemitowała reportaż z wycieczki w 500. wydaniu programu Rozmowy w toku. Po wygranej w konkursie piękności coraz częściej brała udział w castingach w Warszawie. Dzięki pomocy Bogny Sworowskiej zaczęła współpracować z warszawskimi agencjami modelek. W 2004 została zaproszona do udziału w programie TVN Ciao Darwin. W 2005 otrzymała tytuł Miss Śląska i wzięła udział w wyborach Miss Polski, w których dotarła do finału. W 2006 reprezentowała Polskę w wyborach Miss Tourism International w Chinach.

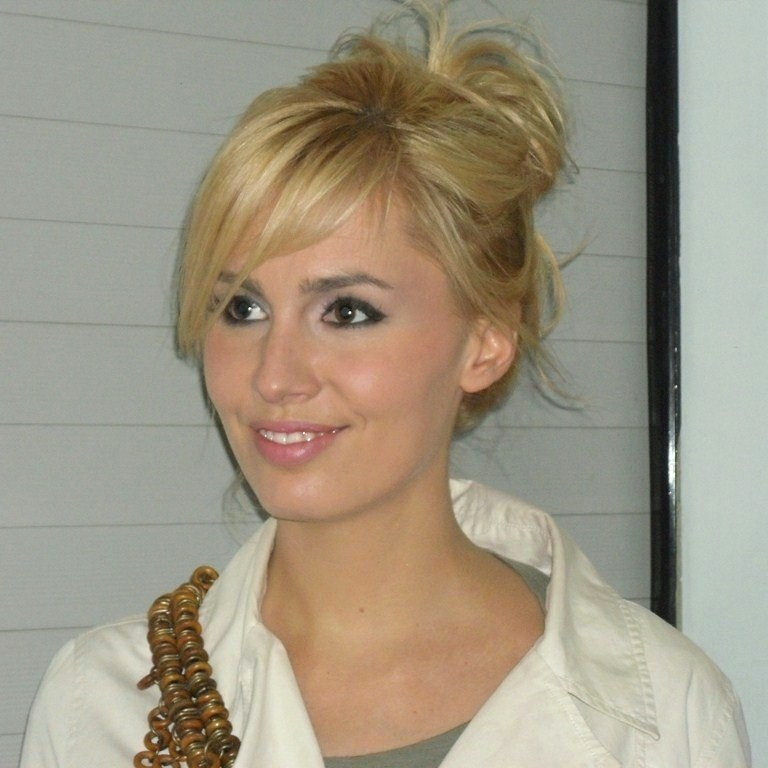
Hyży na Eska Music Awards 2011

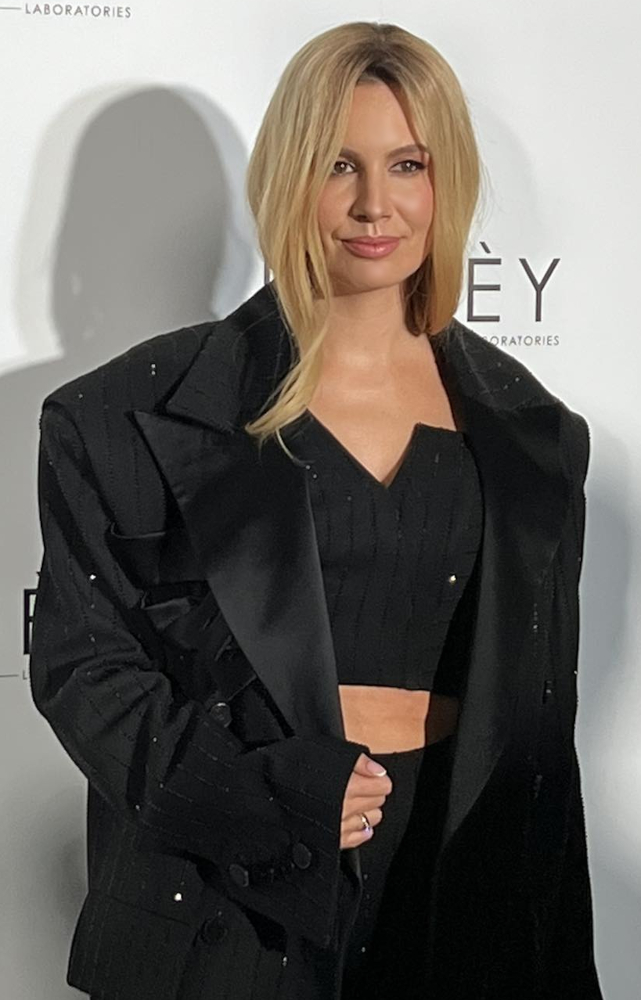
Hyży (2025)

W 2006 prowadziła program rozrywkowy The Club w Tele 5 oraz wystartowała w castingu na prezenterkę stacji MTV Polska. W 2007 rozpoczęła pracę w telewizji Polsat. Współprowadziła magazyn kulturalny Się kręci (później Się kręci na żywo) i pozostała jego gospodynią do zakończenia emisji w 2012. W grudniu 2007 współprowadziła galę z okazji jubileuszu 15-lecia (2007) i 20-lecia (2012) telewizji Polsat w Teatrze Wielkim w Warszawie. W 2008 współprowadziła program rozrywkowy Gwiezdny cyrk i wystąpiła w duecie z Dariuszem Kordkiem w jednym z odcinków trzeciej edycji programu Jak oni śpiewają. Wiosną 2010 została prowadzącą talk-show Grunt to rodzinka w Polsat Café. W 2011 wystąpiła gościnnie w jednym z odcinków serialu Hotel 52. W latach 2012–2013 realizowała kącik o organizacji ślubów i wesel w programie Studio weekend. W 2014 prowadziła program Super rodzinka w Polsat Café. Współprowadziła kulisy programów Dancing with the Stars. Taniec z gwiazdami (2014–2021) i Twoja twarz brzmi znajomo (2016). Prowadziła także różne imprezy organizowane przez Polsat, m.in. Sopot TOPtrendy Festiwal, Sopot Top of the Top Festival, Polsat SuperHit Festiwal czy koncerty sylwestrowe. W 2024 została współprowadzącą (w parze z Maciejem Rockiem) dwa programy telewizji Polsat: talent show Twoja twarz brzmi znajomo i magazyn śniadaniowy halo tu polsat.
W 2008 współprowadziła konkurs piękności Miss Intercontinental 2008 w Zabrzu i została twarzą kampanii reklamowej marki Fashion House. W styczniu 2013 uruchomiła internetowy serwis powiedzmytak.pl o tematyce ślubno-weselnej. W 2016 wprowadziła na rynek autorski kwartalnik o tematyce ślubnej „Wedding Show”, którego została redaktor prowadzącą. W 2020 założyła z Anną Zofią Powierżą wydawnictwo How2 publikujące książki elektroniczne; pełni w nim funkcję prezesa i dyrektora ds. PR.

## Życie prywatne
W latach 2004–2008 była związana z aktorem Marcinem Mroczkiem, którego poznała na planie programu Ciao Darwin. 6 sierpnia 2011 w Białej Rawskiej wyszła za Mikołaja Wita, z którym rozwiodła się w grudniu 2014 i z którym ma córkę Martę (ur. 2013). 17 lipca 2015 w Rzymie poślubiła piosenkarza Grzegorza Hyżego, z którym ma syna, Leona (ur. 2021).

## Programy telewizyjne
- 2004–2005: Ciao Darwin (TVN) – asystentka prowadzącego
- 2006: The Club (Tele 5) – prowadząca
- 2007–2012: Się kręci (później Się kręci na żywo) (Polsat) – współprowadząca
- 2008: Gwiezdny cyrk (Polsat) – współprowadząca
- 2010–2011: Grunt to rodzinka (Polsat Café) – prowadząca
- 2012–2013: Studio weekend (Polsat) – prowadząca kącik o tematyce organizacji ślubów i wesel
- 2014: Super rodzinka (Polsat Café) – prowadząca
- 2014–2021: Kulisy Tańca z gwiazdami (Polsat Café) – współprowadząca
- 2016: Twoja twarz brzmi extra znajomo (Polsat Café) – współprowadząca
- 2019: Cztery wesela (Polsat) – prowadząca
- od 2024: Twoja twarz brzmi znajomo (Polsat) – współprowadząca
- od 2024: halo tu polsat (Polsat) – współprowadząca

## Filmografia
- 2011: Hotel 52 – dziennikarka (odc. 44)
- 2025: Pierwsza miłość – prezenterka (odc. 3975)